# Santa Margherita Ligure
Santa Margherita Ligure é uma comuna italiana da região da Ligúria, província de Génova, com cerca de 10.393 habitantes. Estende-se por uma área de 9 km², tendo uma densidade populacional de 1155 hab/km².
Faz fronteira com Camogli, Portofino, Rapallo.
É famosissima em todo o mundo como lugar turistico, pelo lindissimo mar e pela posição geografica.

## Demografia
| Variação demográfica do município entre 1861 e 2011                               |
|                                                                                   |
| Fonte: Istituto Nazionale di Statistica (ISTAT) - Elaboração gráfica da Wikipedia |